# Нанорельеф
Нанорельеф или карликовый рельеф (от nanus — карлик) — многообразие вариаций рельефа, возникающее как продукт экзогенных рельефообразующих и почвообразующих процессов (термокарстовых, суффозионно-карстовых, эоловых, эрозионных и других) для которых характерна быстрая изменчивость. На формирование нанорельефа также может оказывать влияние антропогенная деятельность (строительные работы, вспашка земель и т. п.), активность животных-землероев, развитие растительности, ветер и другие факторы.
Как правило, типичный размер образований нанорельефа не превышает 30 — 50 сантиметров.